# Aziz Moutawakil
Aziz Moutawakil (Maaseik, 28 december 1983) is een Belgische voetballer van Marokkaanse afkomst die speelde als verdedigende middenvelder bij KFC Dessel Sport .
Aziz begon zijn carrière als aanvaller bij Patro Eisden , hij stond bekend als een vinnige explosieve aanvaller met heel wat assists achter zijn naam, naarmate hij ouder werd zakte hij ook steeds in positie. Bij TOP Oss speelde hij als aanvallende middenvelder.
Op 8 mei 2015 werd hij bekroond als "Provinciaal voetballer van het jaar".